# Adam Burgess
Adam Burgess (Stoke-on-Trent, 17 de julio de 1992) es un deportista británico que compite en piragüismo en la modalidad de eslalon.
Participó en dos Juegos Olímpicos de Verano, obteniendo una medalla de plata en París 2024, en la prueba de C1 individual, y el cuarto lugar en Tokio 2020, en la misma prueba.
Ganó cinco medallas en el Campeonato Mundial de Piragüismo en Eslalon entre los años 2013 y 2023, y cinco medallas en el Campeonato Europeo de Piragüismo en Eslalon entre los años 2012 y 2025.
En los Juegos Europeos de Cracovia 2023 consiguió una medalla de bronce en la prueba de C1 por equipos.

## Palmarés internacional
| Juegos Olímpicos   | Juegos Olímpicos               | Juegos Olímpicos  | Juegos Olímpicos |
| Año                | Lugar                          | Medalla           | Competición      |
| ------------------ | ------------------------------ | ----------------- | ---------------- |
| 2024               | París (Francia)                | Medalla de plata  | C1 individual    |
| Campeonato Mundial |                                |                   |                  |
| Año                | Lugar                          | Medalla           | Competición      |
| 2013               | Praga (República Checa)        | Medalla de bronce | C2 por equipos   |
| 2015               | Londres (Reino Unido)          | Medalla de bronce | C2 por equipos   |
| 2017               | Pau (Francia)                  | Medalla de plata  | C1 por equipos   |
| 2018               | Río de Janeiro (Brasil)        | Medalla de bronce | C1 por equipos   |
| 2023               | Londres (Reino Unido)          | Medalla de plata  | C1 por equipos   |
| Juegos Europeos    |                                |                   |                  |
| Año                | Lugar                          | Medalla           | Competición      |
| 2023               | Cracovia (Polonia)             | Medalla de bronce | C1 por equipos   |
| Campeonato Europeo |                                |                   |                  |
| Año                | Lugar                          | Medalla           | Competición      |
| 2012               | Augsburgo (Alemania)           | Medalla de oro    | C2 por equipos   |
| 2015               | Markkleeberg (Alemania)        | Medalla de bronce | C1 por equipos   |
| 2016               | Liptovský Mikuláš (Eslovaquia) | Medalla de bronce | C1 por equipos   |
| 2018               | Praga (República Checa)        | Medalla de plata  | C1 individual    |
| 2025               | Vaires-sur-Marne (Francia)     | Medalla de oro    | C1 por equipos   |